# Bożenkowo
Bożenkowo (za czasów II RP: Borzenkowo) – wieś w Polsce, położona w województwie kujawsko-pomorskim, w powiecie bydgoskim, w gminie Osielsko.

## Podział administracyjny
W latach 1975–1998 miejscowość administracyjnie należała do województwa bydgoskiego. Bożenkowo obejmuje teren dawnych wsi Bożenkowo (niem. Hammermühle), Łącznica (niem. Blumwiese) – dziś Bożenkowo; Młyńsk, Ostrowo, Woliniec (niem. Wahlberg) – Bożenkowo II oraz Bożenkowo – Zdroje w południowej części sołectwa.

## Demografia
Według danych Urzędu Gminy Osielsko (XII 2015 r.) miejscowość liczyła 435 mieszkańców.

## Ogrody działkowe
W Bożenkowie znajduje się wiele ogrodów działkowych: Rodzinny Ogród Działkowy (dawniej POD – Pracowniczy Ogród Działkowy) Energetyk, Zacisze, Wrzos, Budowlani, Wiarus, Nad Strugą, Befana – łącznie kilka tysięcy ogródków. W miejscowości Bożenkowo mieści się jednostka wojskowa, na której znajduje się pompownia paliw. Jednostka jest praktycznie nieczynna. Pomiędzy Bożenkowem a Tryszczynem mieści się stopień wodny Tryszczyn-Elektrownia.

## Pomoc społeczna
W Bożenkowie-Zdrojach na początku lat 90. XX wieku powstał Dom pomocy społecznej, w którym przebywa przeciętnie około 60 pensjonariuszy.

## Drogi i turystyka
Znajdujący się tu most na Brdzie powstał w 1987 roku (zastępując most drewniany). Obecne drogi zbudowane zostały przez wojsko, pod istniejącą masą bitumiczną kryje się bruk (Maksymilianowo-Bożenkowo-Janowo). Przez Bożenkowo przebiega droga wojewódzka nr 244 jak również szlaki turystyczne:
- Szlak żółty im. Leona Wyczółkowskiego Bydgoszcz Osowa Góra – sanatorium w Smukale – Smukała – Janowo – Wtelno – Gościeradz – Samociążek – Wilcze Gardło – Nowy Jasiniec – Wymysłowo – Wielonek – Sokole Kuźnica – Pruszcz (69 km)
- Szlak czarny „Białego węgla” Maksymilianowo – Samociążek – Koronowo (Tuszyny) – Koronowo (Pieczyska) – Koronowo (30 km)
- Szlak niebieski „Brdy” Bydgoszcz Brdyujście – Leśny Park Kultury i Wypoczynku – Smukała – Janowo – Samociążek – Koronowo – Romanowo – Sokole Kuźnica – Zamrzenica – Świt – Tuchola (Rudzki Most) – Gołąbek – Woziwoda – Rytel – Swornegacie – Konarzyny (161,8 km)
- Międzynarodowa Trasa Rowerowa R-1 Na odcinku podbydgoskim przebiega na trasie: Salno – Wtelno – Bydgoszcz Janowo – Bożenkowo – Samociążek – Koronowo – Serock – Gruczno – Świecie – Wielkie Łunawy – Grudziądz

## Elektrownia wodna
W Bożenkowie istniały kiedyś 2 młyny wodne. Przy jednym z nich, który uległ spaleniu utworzono małą elektrownię wodną tzw. MEW.